# Вениамин (Смирнов, Василий Васильевич)
Епископ Вениамин (в миру Василий Васильевич Смирнов; 1829, Калуга — 7 (19) мая 1890, Воронеж) — епископ Русской православной церкви, епископ Воронежский и Задонский.

## Биография
Первоначальное образование получил в Курской духовной семинарии.
В 1855 году окончил Киевскую духовную академию со степенью кандидата богословия.
9 ноября 1856 года назначен инспектором Воронежского духовного училища.
31 марта 1862 года пострижен в монашество, 4 апреля рукоположён во иеродиакона, а 5-го — во иеромонаха.
3 сентября того же года назначен инспектором Черниговской духовной семинарии.
22 мая 1866 года переведён инспектором Псковской духовной семинарии.
26 марта 1868 года возведён в сан архимандрита и назначен исполняющим обязанности ректора Донской духовной семинарии.
4 марта 1879 года хиротонисан во епископа Екатеринбургского, викария Пермской епархии.
С 5 апреля 1882 года — епископ Оренбургский и Уральский.
В оренбургский период жизни епископ Вениамин был участником собрания архиереев в Казани, где вместе с другими епископами подписал пастырское воззвание к старообрядцам.
С 1 мая 1886 года — епископ Воронежский и Задонский.
В Воронеже Вениамин проявил себя как благотворитель, нестяжатель, отличался добротой и отзывчивостью. Из-за слабого здоровья вёл «замкнутую и однообразную жизнь», был противником показного благочестия.
Епископ Вениамин ничем не отличался как учёный муж, даже красноречием не блистал, но по жизни своей был строгим аскетом. В мыслях и словах был всегда сдержан. Располагал к себе глубоким смирением, доверчивостью и любовию ко всем, и особенно к сиротам, и усердным служением в храмах епархии.
Скончался 7 мая 1890 года. Погребён в Благовещенском соборе.